# Vastüdő

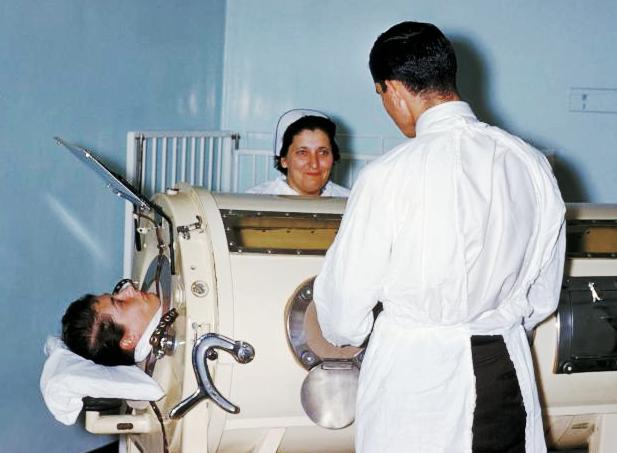
Egy beteg 1960-ban egy amerikai poliojárvány során

A vastüdő negatív nyomást alkalmazó lélegeztetőgép, aminek funkciója, hogy – a belső légnyomás szabályozott váltakozásával – segítse azoknak a betegeknek a légzését, akiknek az izomműködése túl gyenge ehhez. Először egy bostoni kórházban használták 1928-ban. Eredetileg széngázmérgezés, majd a járványos gyermekbénulás, botulizmus és különféle mérgek kezelésére használták. A járványos gyermekbénulás felszámolásával a vastüdők felhasználása visszaszorult. A Covid19-pandémia kapcsán azonban alkalmazásuk kérdése ismét felmerült a pozitív nyomást alkalmazó lélegeztetőgépek olcsó alternatívájaként.
Magyarországra 1948-ban érkezett az első vastüdő Amerikából, az utolsót 2005-ben kapcsolták ki. A hazai gyártása az 1950-es években kezdődött el, 1959-re már több száz működött hazánkban.